# Kanada na Zimowych Igrzyskach Olimpijskich 1952
Kanadę na Zimowych Igrzyskach Olimpijskich 1952 reprezentowało 39 zawodników: 31 mężczyzn i osiem kobiet. Był to szósty start reprezentacji Kanady na zimowych igrzyskach olimpijskich.

## Zdobyte medale
| Medal | Zawodnik | Dyscyplina          | Konkurencja            | Rezultat |
| ----- | --- | ------------------- | ---------------------- | -------- |
| Złoto | Ralph Hansch, Eric Paterson, George Abel, John Davies, William Dawe, Robert Dickson, Donald Gauf, William Gibson, Robert Meyers, David Miller, Thomas Pollock, Gordon Robertson, Allan Purvis, Louis Secco, Francis Sullivan, Robert Watt | Hokej na lodzie     | turniej mężczyzn       |          |
| Brąz  | Gordon Audley | Łyżwiarstwo szybkie | bieg na 500 m mężczyzn | 44,0 s   |

## Skład kadry

### Biegi narciarskie
Mężczyźni
| Zawodnik           | Konkurencja   | czas      | Pozycja |
| ------------------ | ------------- | --------- | ------- |
| Claude Richer      | Bieg na 18 km | 1:13:17,0 | 52.     |
| Jacques Carbonneau | Bieg na 18 km | 1:17:37,0 | 70.     |

### Hokej na lodzie
Reprezentacja mężczyzn
| - Ralph Hansch - Eric Paterson - George Abel - John Davies - William Dawe - Robert Dickson - Donald Gauf - William Gibson - Robert Meyers |  | - David Miller - Thomas Pollock - Gordon Robertson - Allan Purvis - Louis Secco - Francis Sullivan - Robert Watt |

Reprezentacja Kanady zdobyła złoty medal.

### Tabela końcowa
| Drużyna           | M | Mecze | Mecze | Mecze | Bramki | Bramki | Bramki | Pkt | Uwagi |
| Drużyna           | M | W     | R     | P     | +      | –      | +/-    | Pkt | Uwagi |
| ----------------- | - | ----- | ----- | ----- | ------ | ------ | ------ | --- | ----- |
| Kanada            | 8 | 7     | 1     | 0     | 71     | 14     | +57    | 15  |       |
| Stany Zjednoczone | 8 | 6     | 1     | 1     | 43     | 21     | +22    | 13  |       |
| Szwecja           | 8 | 6     | 0     | 2     | 48     | 19     | +29    | 12  |       |
| Czechosłowacja    | 8 | 6     | 0     | 2     | 47     | 18     | +29    | 12  |       |
| Szwajcaria        | 8 | 4     | 0     | 4     | 40     | 40     | 0      | 8   |       |
| Polska            | 8 | 2     | 1     | 5     | 21     | 56     | -35    | 5   |       |
| Finlandia         | 8 | 2     | 0     | 6     | 21     | 60     | -39    | 4   |       |
| Niemcy            | 8 | 1     | 1     | 6     | 21     | 53     | -32    | 3   |       |
| Norwegia          | 8 | 0     | 0     | 8     | 15     | 46     | -31    | 0   |       |

Wyniki
| 15 lutego 1952 | Kanada | 15:1 | Niemcy | Jordal Amfi |

| Godzina: 21:00 |  | (6:1,7:0,2:0) |  | Sędzia główny: Sandö Sędziowie liniowi: Ahlin |

| 17 lutego 1952 | Kanada | 13:3 | Finlandia | Drammen |

| Godzina: 19:00 |  | (6:2,5:0,2:1) |  | Sędzia główny: Sandö Sędziowie liniowi: Ahlin |

| 18 lutego 1952 | Kanada | 11:0 | Polska | Dæhlenenga |

| Godzina: 19:00 |  | (6:0,3:0,2:0) |  | Sędzia główny: Dwars Sędziowie liniowi: Bernhard |

| 19 lutego 1952 | Kanada | 4:1 | Czechosłowacja | Jordal Amfi |

| Godzina: 17:00 |  | (1:1,1:0,2:0) |  | Sędzia główny: Ahlin Sędziowie liniowi: Dwars |

| 21 lutego 1952 | Kanada | 11:2 | Szwajcaria | Dæhlenenga |

| Godzina: 19:00 |  | (4:0,5:0,2:2) |  | Sędzia główny: Dwars Sędziowie liniowi: Tencza |

| 22 lutego 1952 | Kanada | 3:2 | Szwecja | Jordal Amfi |

| Godzina: 21:00 |  | (1:2,1:0,1:0) |  | Sędzia główny: Bernhard Sędziowie liniowi: Hauser |

| 23 lutego 1952 | Kanada | 11:2 | Norwegia | Dæhlenenga |

| Godzina: 19:00 |  | (5:2,3:0,3:0) |  | Sędzia główny: Ahlin Sędziowie liniowi: Zarzycki |

| 24 lutego 1952 | Kanada | 3:3 | Stany Zjednoczone | Jordal Amfi |

| Godzina: 21:00 |  | (2:0,1:2,0:1) |  | Sędzia główny: Ahlin Sędziowie liniowi: Tencza |

### Łyżwiarstwo figurowe
| Zawodnik                    | Konkurencja   | Nota    | Pozycja |
| --------------------------- | ------------- | ------- | ------- |
| Suzanne Morrow              | Solistki      | 149,33  | 6.      |
| Marlene Smith               | Solistki      | 143,289 | 9.      |
| Vera Smith                  | Solistki      | 138,222 | 13.     |
| Peter Firstbrook            | Soliści       | 173,122 | 5.      |
| Frances Dafoe Norris Bowden | Pary sportowe | 10,489  | 5.      |

### Łyżwiarstwo szybkie
Mężczyźni
| Zawodnik      | Konkurencja   | Konkurencja   | Konkurencja    | Konkurencja    | Konkurencja    | Konkurencja    | Konkurencja      | Konkurencja      |
| Zawodnik      | Bieg na 500 m | Bieg na 500 m | Bieg na 1500 m | Bieg na 1500 m | Bieg na 5000 m | Bieg na 5000 m | Bieg na 10 000 m | Bieg na 10 000 m |
| Zawodnik      | Czas          | Miejsce       | Czas           | Miejsce        | Czas           | Miejsce        | Czas             | Miejsce          |
| ------------- | ------------- | ------------- | -------------- | -------------- | -------------- | -------------- | ---------------- | ---------------- |
| Gordon Audley | 44,0          | brąz          |                |                |                |                |                  |                  |
| Frank Stack   | 44,8          | 12.           |                |                |                |                |                  |                  |
| Craig MacKay  | 44,9          | 15.           | 2:25,0         | 16.            | 8:52,4         | 23.            | 18:27,4          | 24.              |
| Ralph Olin    | 46,5          | 30.           | 2:29,3         | 29.            | 8:54,2         | 25.            | 18:22,8          | 21.              |

### Narciarstwo alpejskie
Mężczyźni
Zjazd
| Zawodnik          | Czas   | Miejsce |
| ----------------- | ------ | ------- |
| Robert Richardson | 2:43,2 | 18.     |
| Gordon Morrison   | 2:51,1 | 31.     |
| Jack Griffin      | 2:52,2 | 32.     |
| André Bertrand    | 2:56,0 | 41.     |

Slalom specjalny
| Zawodnik          | Czas 1-go przejazdu | Czas 2-go przejazdu | Łączny czas   | Pozycja |
| ----------------- | ------------------- | ------------------- | ------------- | ------- |
| André Bertrand    | 1:07,0              | 1:06,2              | 2:13,2        | 25.     |
| Robert Richardson | 1:06,8              | 1:07,0              | 2:13,8        | 26.     |
| Jack Griffin      | 1:07,2              | Nie awansował       | Nie awansował | 34.     |
| George Merry      | 1:09,4              | NIe awansował       | NIe awansował | 41.     |

Slalom gigant
| Zawodnik          | Czas   | Miejsce |
| ----------------- | ------ | ------- |
| Robert Richardson | 2:48,6 | 34.     |
| André Bertrand    | 2:49,3 | 36.     |
| Jack Griffin      | 2:49,9 | 37.     |
| Gordon Morrison   | 2:54,2 | 46.     |

Kobiety
Zjazd
| Zawodniczka         | Czas   | Miejsce |
| ------------------- | ------ | ------- |
| Joanne Hewson       | 1:51,3 | 8.      |
| Rosemarie Schutz    | 1:54,6 | 14.     |
| Rhoda Wurtele-Eaves | 1:56,4 | 20.     |
| Lucile Wheeler      | 1:59,5 | 27.     |

Slalom specjalny
| Zawodnik            | Czas 1-go przejazdu | Czas 2-go przejazdu | Łączny czas | Pozycja |
| ------------------- | ------------------- | ------------------- | ----------- | ------- |
| Joanne Hewson       | 1:09,2              | 1:10,7              | 2:19,9      | 13.     |
| Rhoda Wurtele-Eaves | 1:12,0              | 1:09,9              | 2:21,9      | 19.     |
| Lucile Wheeler      | 1:12,2              | 1:16,2              | 2:28,4      | 26.     |
| Rosemarie Schutz    | 1:56,7              | 1:12,2              | 3:08,9      | 37.     |

Slalom gigant
| Zawodniczka         | Czas   | Miejsce |
| ------------------- | ------ | ------- |
| Rhoda Wurtele-Eaves | 2:!4,0 | 9.      |
| Rosemarie Schutz    | 2:19,7 | 23.     |
| Lucile Wheeler      | 2:22,2 | 27.     |
| Joanne Hewson       | 2:23,9 | 30.     |

### Skoki narciarskie
Mężczyźni
| Skoczek          | Skok 1    | Skok 2    | Nota  | Pozycja |
| Skoczek          | odległość | odległość | Nota  | Pozycja |
| ---------------- | --------- | --------- | ----- | ------- |
| Jacques Charland | 62,5      | 61,0      | 190,0 | 25.     |
| Lucien Laferté   | 61,0      | 59,5      | 162,5 | 41.     |